# Longitarsus serrulatus
Longitarsus serrulatus es una especie de insecto coleóptero de la familia Chrysomelidae. Fue descrita científicamente en 2005 por Prathapan, Faizal & Anith.